# Lydella nova
Lydella nova là một loài ruồi trong họ Tachinidae.